# Wereldkampioenschap voetbal 2006 (Groep E) Italië - Ghana
Deze pagina is een subpagina van het artikel Wereldkampioenschap voetbal 2006. Hierin wordt de wedstrijd in de groepsfase in groep E tussen Italië en Ghana gespeeld op 12 juni 2006 nader uitgelicht.

## Nieuws voorafgaand aan de wedstrijd
- 2 juni - In een gezapig duel weet Italië tijdens haar laatste oefenduel niet te imponeren. Tegen mede WK-ganger Oekraïne waar nog niet alle spelers zich bij de selectie hebben gevoegd eindigde de wedstrijd waar het begon, met 0-0.
- 4 juni - Ghana won haar laatste oefenwedstrijd overtuigend met 3-1 van het Zuid-Korea van Dick Advocaat. De Ghanese doelpunten werden gescoord door Gyan Asamoah, Sulley Muntari en Michael Essien.
- 11 juni - De dag voor de eerste wedstrijd van Italië heeft de bondscoach Daniele Bonera naar huis gestuurd. Hij moest de geblesseerde Gianluca Zambrotta vervangen, maar deze is dit weekend speelklaar verklaard. Zambrotta zal wel de eerste wedstrijd tegen Ghana nog niet kunnen spelen, maar wanneer Italië tegen de Verenigde Staten moet spelen zal hij er terug bij zijn.

## Wedstrijdgegevens
| Datum                | 12 juni 2006        | 12 juni 2006        |
| Stadion              | AWD-Arena, Hannover | AWD-Arena, Hannover |
| Toeschouwers         | 46.000              | 46.000              |
| Scheidsrechter       | Carlos Simon        | Carlos Simon        |
| Assistenten          |                     |                     |
| Vierde man           |                     |                     |
| Man van de wedstrijd | Andrea Pirlo        | Andrea Pirlo        |
|                      | Italië              | Ghana               |
| Doelpunten           | 2                   | 0                   |
| Gele kaarten         | 0                   | 0                   |
| Rode kaarten         | 0                   | 0                   |
| Wissels              | 3                   | 3                   |
| Schoten              | 10                  | 8                   |
| Overtredingen        | 13                  | 24                  |
| Hoekschoppen         | 7                   | 3                   |
| Buitenspel           | 11                  | 1                   |
| Strafschoppen        | 0                   | 0                   |
| Balbezit (tijd)      | 29'00"              | 25'00"              |
| Balbezit (%)         | 54%                 | 46%                 |

| Italië | 2 – 0           | Ghana |
| Andrea Pirlo 40' Vincenzo Iaquinta 83' | goals (assists) | |
| Marcello Lippi | bondscoach      | Ratomir Dujković |
| Gianluigi Buffon Cristian Zaccardo Fabio Grosso Daniele De Rossi Fabio Cannavaro Luca Toni 82' Francesco Totti 56' Alberto Gilardino 64' Alessandro Nesta Simone Perrotta Andrea Pirlo | opstellingen    | Richard Kingson 89' Asamoah Gyan Samuel Kuffour John Mensah 46' Emmanuel Pappoe Michael Essien Stephen Appiah Sulley Muntari 68' Matthew Amoah John Pantsil Eric Addo |
| Mauro Camoranesi 56' Vincenzo Iaquinta 64' Alessandro Del Piero 82' | wissels         | 46' Illiasu Shilla 68' Razak Pimpong 89' Alex Tachie-Mensah |
| Daniele De Rossi 10' Mauro Camoranesi 62' Vincenzo Iaquinta 88' | gele kaarten    | 41' Sulley Muntari 65' Asamoah Gyan |
| | rode kaarten    | |

## Overzicht van wedstrijden
| Groepswedstrijden | | | |
| Groep A | Groep B | Groep C | Groep D |
| Duitsland - Costa Rica Polen - Ecuador Duitsland - Polen Ecuador - Costa Rica Ecuador - Duitsland Costa Rica - Polen             | Engeland - Paraguay Trinidad en Tobago - Zweden Engeland - Trinidad en Tobago Zweden - Paraguay Zweden - Engeland Paraguay - Trinidad en Tobago | Argentinië - Ivoorkust Servië en Montenegro - Nederland Argentinië - Servië en Montenegro Nederland - Ivoorkust Nederland - Argentinië Ivoorkust - Servië en Montenegro | Mexico - Iran Angola - Portugal Mexico - Angola Portugal - Iran Portugal - Mexico Iran - Angola                               |
| Groep E | Groep F | Groep G | Groep H |
| Italië - Ghana Verenigde Staten - Tsjechië Italië - Verenigde Staten Tsjechië - Ghana Tsjechië - Italië Ghana - Verenigde Staten | Australië - Japan Brazilië - Kroatië Brazilië - Australië Japan - Kroatië Japan - Brazilië Kroatië - Australië                                  | Frankrijk - Zwitserland Zuid-Korea - Togo Frankrijk - Zuid-Korea Togo - Zwitserland Togo - Frankrijk Zwitserland - Zuid-Korea                                           | Spanje - Oekraïne Tunesië - Saoedi-Arabië Spanje - Tunesië Saoedi-Arabië - Oekraïne Saoedi-Arabië - Spanje Oekraïne - Tunesië |
| Achtste finales | | | |
| Duitsland - Zweden Argentinië - Mexico                                                                                           | Italië - Australië Zwitserland - Oekraïne | Engeland - Ecuador Portugal - Nederland | Brazilië - Ghana Spanje - Frankrijk                                                                                           |
| Kwartfinales | | | |
| Duitsland - Argentinië | Italië - Oekraïne | Engeland - Portugal | Brazilië - Frankrijk |
| Halve finales | | | |
| Duitsland - Italië | Duitsland - Italië | Portugal - Frankrijk | Portugal - Frankrijk |
| Troostfinale | | | |
| Duitsland - Portugal | | | |
| Finale | | | |
| Italië - Frankrijk | | | |